# (11430) Lodewijkberg
(11430) Lodewijkberg est un astéroïde de la ceinture principale découvert le 17 octobre 1960. Sa période orbitale est de 1195,54 jours (3,27 ans).
Il a été nommé ainsi en l'honneur de l'astronaute Lodewijk van den Berg.